# Naturschutzgebiet Heidfeldsiepen
Das Naturschutzgebiet Heidfeldsiepen mit einer Größe von 2,7 ha liegt südwestlich von Messinghausen im Stadtgebiet von Brilon. Das Gebiet wurde 2001 mit dem Landschaftsplan Hoppecketal durch den Hochsauerlandkreis als Naturschutzgebiet (NSG) ausgewiesen.

## Gebietsbeschreibung
Die NSG-Fläche wird durch Grünland und Brachflächen eingenommen. Im NSG kommen seltene Tier- und Pflanzenarten vor. Es brütet u. a. der Neuntöter.
Im Gebiet kommen gefährdete Pflanzenarten vor. Laut der Datenbank der LANUV kommen Arten wie Bachbunge, Echtes Mädesüß, Flatter-Binse, Flutender Schwaden, Gemeine Waldsimse, Gewöhnliche Pestwurz, Gewöhnlicher Hornklee, Glieder-Binse, Sumpf-Schafgarbe, Wald-Simse, Wiesen-Rispengras und Wolliges Honiggras vor.

## Schutzzweck
Das NSG soll das Grünland und Brachflächen mit ihrem Arteninventar schützen. Wie bei allen Naturschutzgebieten in Deutschland wurde in der Schutzausweisung darauf hingewiesen, dass das Gebiet „wegen der Seltenheit, besonderen Eigenart und Schönheit des Gebietes“ zum Naturschutzgebiet wurde.
Der Landschaftsplan führt zum speziellen Schutzzweck auf: „Erhaltung von Grünland- und Brachestandorten unterschiedlichen Feuchtegrades als Lebensraum gefährdeter Tier- und Pflanzenarten, Ausweitung der dafür günstigen Lebensbedingungen zur Stabilisierung der Lebensgemeinschaften dieses isoliert gelegenen NSG, Erhaltung von Habitatstrukturen einer gefährdeten Vogelart in Verbindung mit den angrenzenden Freiflächen.“